# Industrialna (stanice metra v Charkově)
Industrialna (ukrajinsky Індустріальна) je konečná stanice charkovského metra na Cholodnohirsko-Zavodské lince.

## Charakteristika
Stanice je trojlodní, kdy obklad pilířů a kolejové zdi je z mramoru.
Stanice má tři vestibuly, kdy dva východy z prvního vestibulu ústí na prospekt Herojiv Charkova, sídliště ChTZ a železniční zastávky Losěve-2, dva východy z druhého vestibulu ústí na ulici Losěvska a poslední východ z vestibulu ústí na Moskovský prospekt.